# 合江专区
合江专区，中华人民共和国黑龙江省已撤销的专区，在今黑龙江省东部。
1954年置，专员公署驻佳木斯市。辖原松江省所属桦川、富锦、宝清、依兰、汤原、集贤、勃利、萝北、抚远、桦南、饶河11县。
1956年，撤销桦南县，并入桦川县。1958年，原由省直辖的鹤岗、双鸭山2市划入合江专区。合江专区辖2市、10县。
1960年，鹤岗市升地级市；撤销饶河县，划入牡丹江专区的虎林县合设虎饶县；撤销集贤县，东部改设友谊县，西部并入双鸭山市。1962年，撤销友谊县，恢复集贤县；原属牡丹江专区的虎饶县划入合江专区。专区辖1市、10县。
1963年，以富锦县松花江以北析设绥滨县。改友谊县为友谊特区。1964年，撤销虎饶县，复设虎林、饶河2县；恢复桦南、友谊2县。1965年，析抚远县设同江县；以勃利县的七台河镇设七台河特区（县级）。1966年，双鸭山市升地级市。合江专区辖15县、1特区。
1967年，撤销合江专区，改置合江地区。1984年12月15日，中国国务院批准国函[1984]178号，撤销合江地区，其所属桦南、集贤、宝清、富锦、依兰、汤原、桦川、萝北、绥滨、饶河、同江、抚远、友谊13县划归佳木斯市，地市合并。